# Pozo de Abraham

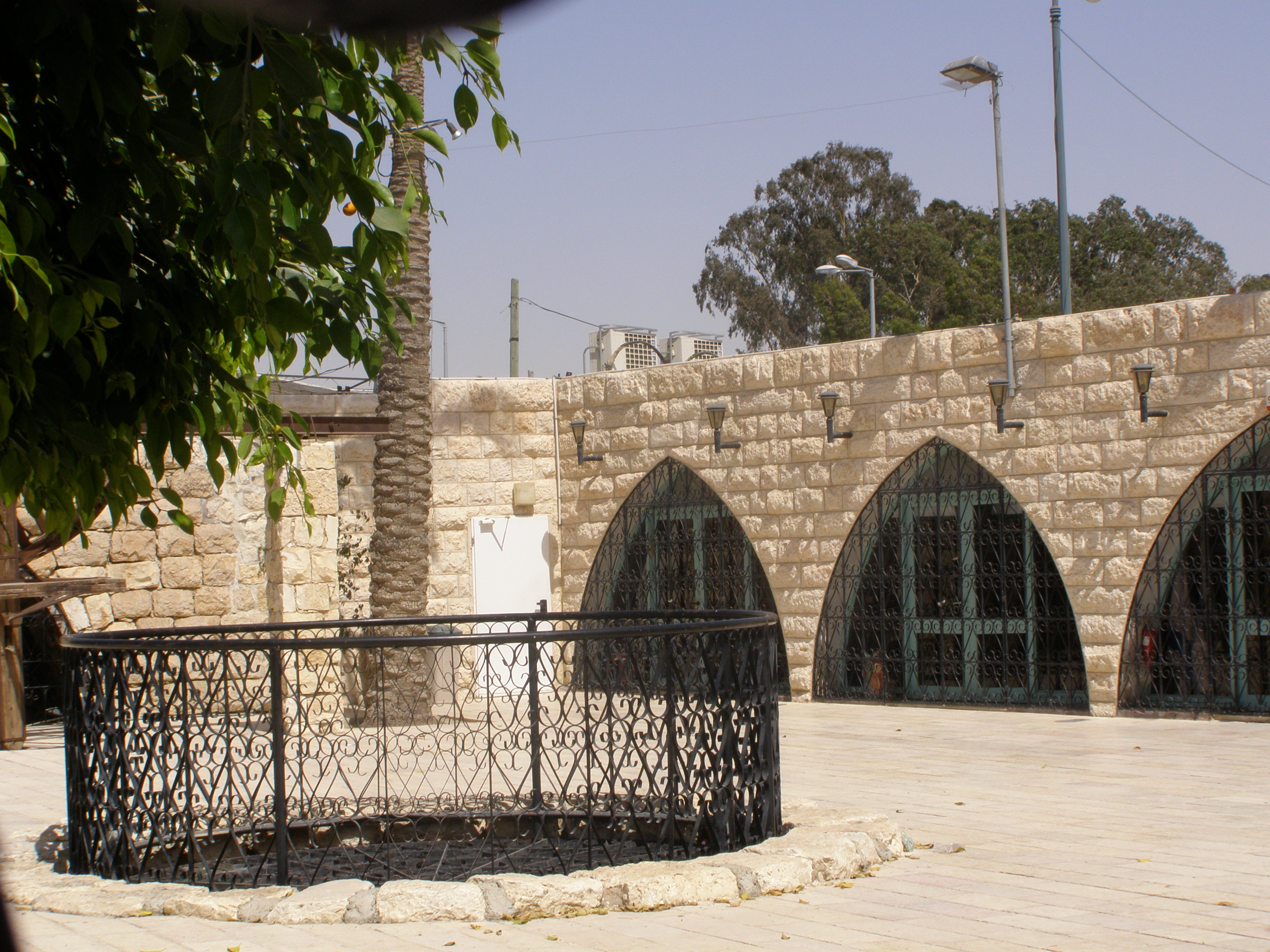
El pozo.

El Pozo de Abraham (en hebreo: באר אברהם‎) es un histórico pozo situado en Beerseba, en Israel, asociado a la historia bíblica de Abraham.

## Historia
Según la Biblia, el pozo de Abraham fue confiscado por los hombres de Abimelec (Génesis 21:25) y los siervos de Isaac cavaron un pozo en Beer-sheb.(Génesis 26:25) Se encuentra cerca del casco antiguo de Beer Sheva y de Nahal Beer Sheva, en la carretera de Eilat. Fue identificado en el siglo XIX por Edward Robinson, en 1838. También fue descrito por Claude Reignier Conder a finales del siglo XIX.